# Молчанов, Андрей (пловец)
Андре́й Александрович Молча́нов (туркм. Andreý Molçanow, 16 июля 1987) — туркменистанский пловец. Участник летних Олимпийских игр 2008 года.

## Биография
Андрей Молчанов родился 16 июля 1987 года.
В 2005 году дебютировал на чемпионате мира по водным видам спорта в Монреале, где занял 97-е место в плавании на дистанции 50 метров вольным стилем с результатом 26,05 секунды.
В 2007 году участвовал в чемпионате мира по водным видам спорта в Мельбурне. Выступал в плавании на 50 метров вольным стилем и показал 106-е время — 25,79. В 2009 году на чемпионате мира по водным видам спорта в Риме показал 130-й результат — 25,09.
В 2008 году вошёл в состав сборной Туркмении на летних Олимпийских играх в Пекине. Выступал в плавании на 50 метров вольным стилем. Занял 4-е место в своём предварительном заплыве, показав 68-й результат (25,02) и уступив 2,85 секунды худшему из квалифицировавшихся в полуфинал Гидеону Лоуву из ЮАР.
В 2011 году на чемпионате мира по водным видам спорта в Шанхае занял 50-е место в плавании на 100 метров на спине (1 минута 5,39 секунды) и 58-е место баттерфляем (1.00,83).
Дважды выступал на чемпионатах мира по плаванию на короткой воде — в 2008 году в Манчестере и в 2010 году в Дубае.